# Raoul Magrin-Vernerey
Raoul Charles Magrin-Vernerey (7 de febrero de 1892-3 de junio de 1964), también conocido como Ralph Monclar, fue un oficial francés y 2.º Inspector de la Legión Extranjera que luchó en la Primera Guerra Mundial, en la Segunda Guerra Mundial en las filas de las Fuerzas Francesas Libres y dirigió el Batallón Francés en la Guerra de Corea. También fue uno de los primeros oficiales superiores que respondieron al Llamamiento del 18 de junio.

## Primeros años
Tras sus estudios en la escuela Victor Hugo, primero intentó alistarse como voluntario en la Legión Extranjera. Como solamente tenía 15 años, no fue admitido y regresó para continuar sus estudios.

## Carrera militar

### Primera Guerra Mundial
Admitido en la École spéciale Militaire de Saint-Cyr en 1912, se graduó en 1914 en la "promoción de Montmirail" con el grado de subteniente. El 5 de agosto de 1914, se incorporó al 60.º Regimiento de Infantería de Línea (en francés: 60e régiment d'infanterie de ligne, 60e RIL) y terminó la guerra con el grado de capitán. Fue nombrado Caballero de la Legión de Honor y recibió 11 menciones, fue herido 7 veces y posteriormente se retiró con una invalidez del 90% a causa de una fractura de muslo por una bala, un brazo roto por una granada, heridas de trepanación y quemaduras de gas en los ojos.

### Período de entreguerras
Tras el Armisticio del 11 de noviembre de 1918, fue destinado al Comandante en Jefe aliado de Oriente. A continuación, se incorporó al cuartel general del Estado Mayor como jefe de la primera oficina a principios de 1919 y fue nombrado al mando del 1.er Regimiento de Tiradores Marroquíes (en francés: 1.er Régiment de Tirailleurs Marocains, 1.er R.T.M). El 25 de septiembre, fue designado para llevar a cabo un programa de formación en el Centro de Aviación del Regimiento de Infantería 415e RI de San Stefano, donde fue nombrado instructor de aviación. Tras esta asignación, se incorporó a los servicios administrativos del Levante en Beirut (Líbano) como adjunto al administrador. Fue designado consejero administrativo el 1 de marzo de 1920 y luego inspector el 19 de octubre. En ese puesto, obtuvo una citación a la orden de las fuerzas armadas. El 11 de mayo de 1921, fue designado para formar el Ejército de Levante en el Levante. El 1 de julio de 1921, asumió el mando de la 4.ª compañía de combate del 1.er Escuadrón, llegando a ser el adjunto del comandante del regimiento.
El 1 de marzo de 1924, se incorporó finalmente a las filas de la Legión Extranjera francesa. Tras un breve paso por el 1.º Regimiento de Infantería Extranjera 1.er REI, fue destinado al 3.º Regimiento de Infantería Extranjera 3e REI (el recién rebautizado Regimiento de Marcha de la Legión Extranjera) y participó en la campaña de Marruecos hasta 1927. Luego, fue ascendido al rango de Chef de battaillon (Comandante - Mayor) en 1928.
El 14 de octubre de 1930, fue designado para tomar el mando del 16.º Batallón de Cazadores de Pie (en francés: 16e Bataillon de chasseurs à pied, 16e B.C.P). Tras el mando, fue reasignado a la Legión en 1931 y no dejaría la Legión hasta octubre de 1941. Durante sus 10 años de servicio, fue destinado al 2.º Regimiento de Infantería Extranjera, 2e REI, entonces destinado en Marruecos y al 5.º Regimiento de Infantería Extranjera, 5e REI en Tonkín.

### Segunda Guerra Mundial
A su regreso del Extremo Oriente, en enero de 1938 asumió el mando del batallón de instrucción en Saïda, mientras que fue ascendido al grado de teniente coronel el 25 de junio de 1938, antes de embarcarse en Marruecos con el 4.º Regimiento de Infantería Extranjera 4e REI. El 23 de febrero de 1940, se reincorporó al 3e R.E.I, que formó una Agrupación de Batallones de Marcha de Montaña. Fue designado comandante de regimiento de 2 batallones de la Legión que formaron la 13.ª Demi-Brigada Ligera de Montaña de la Legión (en francés: 13e Demi-Brigade Légère de Montagne de Légion Etrangère, 13e DB.L.MLE). Reagrupada primero en Larzac y luego en Sathonay, su unidad se preparó para una campaña con destino desconocido. Esta unidad sería el antecedente de la 13.ª Media Brigada de la Legión Extranjera, 13e DBLE.
El 13 de mayo de 1940, en Bjervik (Noruega), la 13.ª DBLE entró en acción por primera vez en la Campaña de Noruega, conquistando cuatro objetivos y obligando a las fuerzas alemanas a retirarse, al tiempo que abandonaba numerosos prisioneros, armas automáticas, equipos y 10 aviones de transporte Junkers Ju 52 atascados en el hielo de un lago.
Del 28 de mayo al 2 de junio, Magrin-Vernerey y sus legionarios obtuvieron la victoria en Narvik, que fue calificada como "la única victoria francesa de 1939-1940" (la seule victoire française de 1939-1940). La 13.ª DBLE liberó a 60 prisioneros aliados y capturó a 400 alemanes, 10 cañones e importante material.
La 13.ª DBLE liberó a 60 prisioneros aliados y capturó a 400 alemanes, 10 cañones y un importante material.
Apenas regresó a Francia con 500 de sus hombres, se unió a las Fuerzas Francesas Libres en Reino Unido el 21 de junio de 1940 y adoptó el nombre de Monclar (del nombre del pueblo de Monclar-de-Quercy, Tarn-et-Garonne). Pronto fue ascendido al rango de Coronel.
Al frente de la 13.ª DBLE en las operaciones contra las fuerzas del Eje en la Campaña de África Oriental con la 1.ª División de Infantería 1re DFL, participó en la Batalla de Keren y en la Batalla de Massawa.
En junio de 1941, se negó a participar en los combates contra la Francia de Vichy en el Levante y, en particular, contra los legionarios del 6.º Regimiento de Infantería Extranjera 6e REI. Tras su negativa, fue sustituido como comandante de la 13.ª DBLE por el teniente coronel Dimitri Amilakhvari, que dirigió la unidad a través del norte de Libia y hacia Túnez.
Ascendido a la primera sección de oficiales generales, ejerció varios mandos en el Levante y participó en numerosas campañas, terminando su recorrido como Comandante Superior de Tropas en el Levante.
Convertido en adjunto al comandante superior de tropas en Argelia en 1946, fue designado en 1948 como 2.º Inspector de la Legión Extranjera encargado de la misión permanente de inspeccionar las unidades de la Legión hasta 1950. Durante los dos años siguientes, visitó constantemente los distintos continentes en los que la Legión estaba estacionada y participaba en combates, como en Argelia, Marruecos, Madagascar e Indochina.

### Guerra de Corea
En 1950, a la edad de 60 años y en vísperas de retirarse del servicio activo, se ofreció como voluntario para comandar el bataillon de Corée de las Naciones Unidas en curso de formación y fue degradado voluntariamente de général de corps d'armée a teniente coronel para poder comandar el batallón. El batallón fue adscrito al 23.º Regimiento de Infantería como parte de la 2.ª División de Infantería del ejército estadounidense.
En febrero de 1951, el 23.º Regimiento de Infantería y el Bataillon de Corée lucharon en la batalla de Chipyong-ni. Según el comandante del ejército estadounidense en Corea, el general Matthew Ridgway:
Hablaré brevemente del 23.º Regimiento de Infantería de EE.UU., con el Coronel Paul L. Freeman Jr. al mando, [y] con el Batallón Francés. Aislados muy por delante de la línea de batalla general, completamente rodeados en un clima casi nulo, repelieron repetidos asaltos de día y de noche por un número muy superior de chinos. Finalmente fueron relevados. Quiero decir que estos combatientes estadounidenses, con sus compañeros de armas franceses, estuvieron a la altura en todos los sentidos de la conducta de batalla de las mejores tropas que Estados Unidos y Francia han producido a lo largo de su existencia nacional.